# Споменик хомосексуалној заједници
Споменик хомосексуалној заједници је споменик постављен 5. октобра 2006. године у облику окренутог троугла у Сиџесу и представља први такав споменик у Шпанији.

## Разлози за постављање
Сиџес је 1980. постао једна од првих геј туристичких дестинација у Шпанији. Након деведесетих година када се ЛГБТ заједница суочавала са нападима неонациста и без подршке градских власти, уследили су протести организација које су се бавиле заштитом људски права. Као одговор на сва та дешавања градске власти су коначно одлучиле да поставе скулптуру против хомофобије у граду. Отварање споменика пратила је изложба фотографија догађаја и подела плаката против хомофобије. Споменик је направљен у облику шупље троугласте призме, направљен је од лима и обојен је ружичастом бојом. На споменику пише: „Сиџес против хомофобије Никад више 5. октобар 1996-2006“. Две године након откривања, споменик је знатно оштећен графитима и спирањем боје. Године 2014. обновљена је и премештена на другу локацију.